# Yasuko Tajima
Pour les articles homonymes, voir Tajima.
Yasuko Tajima (田島 寧子, Tajima Yasuko), née le 8 mai 1981 à Kamakura, est une nageuse japonaise, spécialiste du quatre nages. Elle a aussi été actrice.

## Carrière
Yasuko Tajima remporte aux Jeux asiatiques de 1998 à Bangkok la médaille d'or du 400 mètres quatre nages et aux Championnats du monde de natation 1998 à Perth la médaille de bronze sur la même distance. Aux Championnats pan-pacifiques 1999 à Sydney, elle est médaillée d'argent du 400 mètres quatre nages.
Elle remporte aux Jeux olympiques d'été de 2000 à Sydney la médaille d'argent du 400 mètres quatre nages.